# Agenția Națională pentru Egalitatea de Șanse între Femei și Bărbați
Agenția Națională pentru Egalitatea de Șanse între Femei și Bărbați, denumită în continuare ANES, este o instituție publică aflată în subordinea Ministerului Muncii și Justiției Sociale, care promovează principiul egalității de șanse între femei și bărbați. ANES își propune combaterea tuturor formelor de discriminare bazate pe criteriul de sex precum și eliminarea violenței în familiei.
Funcțiile îndeplinite de ANES sunt de reglementare, de elaborare a strategiei naționale în domeniul egalității de șanse între femei și bărbați, de control, de armonizare a legislației interne cu cadrul juridic european și de reprezentare a Statului Român, în acest domeniu, atât pe plan intern cât și pe plan extern. De asemenea, ANES este însărcinată cu coordonarea implementării Convenției de la Istanbul (Convenția Consiliului Europei privind prevenirea și combaterea violenței împotriva femeilor și a violenței domestice) și a CEDAW (Convenția ONU privind eliminarea tuturor formelor de discriminare împotriva femeilor).

## Rolul ANES
Agenția Națională pentru Egalitatea de Șanse între Femei și Bărbați a fost înființată prin Legea 202/2002 privind egalitatea de șanse și de tratament între femei și bărbați, desfășurându-și activitatea pe două direcții principale: egalitatea de gen și violența în familie. Astfel, în funcție de domeniu, ANES are stabilite prin legea de funcționare, atribuții specifice, după cum urmează:

### În domeniul egalității de șanse între femei și bărbați
- Asigură aplicarea strategiei naționale în domeniul egalitătții de șanse între femei și bărbați, precum și a politicilor create de Guvern în acest sens ;
- Colectează date statistice relevante pentru egalitatea de șanse între femei și bărbați ;
- Coordonează și implementează programele europene din acest domeniu;
- Asigură reprezentarea Guvernului României în forumul organizațiilor internaționale care desfășoară diferite programe, activități cu privire la egalitatea de șanse între femei și bărbați;
- Dezvoltă parteneriate cu societatea civilă care are ca domeniu de interes realizarea egalității de șanse și de tratament între femei și bărbați;
- Asigură transmiterea informațiilor către Comisia Europeană, cu privire la stadiul de implementare a directivelor europene relevante pentru domeniul egalității de șanse între femei și bărbați;
- Primește sesizări, plângeri, reclamații referitoare la situații de discriminare bazate pe criteriul de sex și le transmite organelor abilitate.

### În domeniul violenței în familie
- Asigură aplicarea strategiei naționale și a politicilor guvernamentale în domeniul combaterii violenței în familie și a violenței de gen
- Colectează date statistice privind fenomenul violenței în familie și a violenței îndreptate împotriva femeilor;
- Coordonează și implementează programele Uniunii Europene din acest domeniu;
- Colaborează cu actorii sociali, cu organizațiile non-guvernamentale care activează în sfera violenței în familie, respectiv împotriva femeilor, cu instituțiile de învățământ;
- Cofinanțează proiecte ce au ca obiectiv eliminarea formelor de violență domestică, respectiv de gen;
- Asigură respectarea prevederilor normei juridice din domeniul combaterii violenței în familie, și anume Legea nr. 217/2003 pentru prevenirea și combaterea violenței în familie, republicată cu modificările și completările ulterioare

## Proiecte și politici publice implementate de ANES

### Campanie națională de conștientizare și informare publică privind violența în familie
Acest proiect a avut ca obiectiv prevenirea violenței în familie, promovarea egalității de gen și eliminarea stereotipurile asociate acesteia. Principalele activități derulate în cadrul proiectului au constat în mese rotunde la nivel regional ( Craiova, Timișoara, Alba Iulia, Cluj-Napoca, Călărași, Constanța, Piatra Neamț și București), difuzarea de spoturi TV și Radio, realizarea și distribuirea de materiale informative și participarea agenției, prin reprezentații săi, la dezbateri televizate pe tema violenței în familie.

### Justice has no Gender
ANES desfășoară proiectul Justice has no Gender în colaborare cu ANPD (Autoritatea Națională pentru Persoanele cu Dizabilități) și asociația ActiveWatch. Scopul proiectului este creșterea gradului de conștientizare a profesorilor de liceu și a studenților vis-a-vis de violența în școli, rezultată din actele de discriminare, violență ce se poate manifesta sub diferite unghiuri (violența sexuală, violență psihologică, violență îndreptată împotriva fetelor și femeilor cu handicap).

### Proiectul VENUS
În baza proiectului de guvernare 2017-2020, ANES derulează programul VENUS prin care își propune creare a 20 de adăposturi pentru victimele violenței în familie, în cadrul cărora vor fi asigurate servicii de asistență socială, consiliere psihologică și juridică.

### Servicii pentru victimele violenței în familie
ANES vine în ajutorul victimelor violenței prin punerea la dispoziția lor a unei linii telefonice gratuite, numărul la care acestea pot semnala situațiile de violență și cererea de ajutor specializat, fiind 0800.500.333 .

## Legislația națională în domeniul egalității de șanse
- Legea nr. 202/2002 privind egalitatea de șanse și de tratament între femei și bărbați, republicată, cu modificările și completările ulterioare;
- Strategia națională în domeniul egalității de șanse între femei și bărbați pentru perioada 2014 – 2017;
- Planul general de acțiuni pe perioada 2014 – 2017 pentru implementarea Strategiei;
- OUG nr. 137/2000 privind prevenirea și sancționarea tuturor formelor de discriminare, republicată, cu modificările și completările ulterioare.

## Legislația națională în domeniul violenței în familie
- Legea Nr. 217 din 22 mai 2003, republicată pentru prevenirea și combaterea violenței în familie;
- Legea Nr. 30/2016 din 17 martie 2016 pentru ratificarea Convenției Consiliului Europei privind prevenirea și combaterea violenței împotriva femeilor și a violenței domestice, adoptată la Istanbul la 11 mai 2011;
- Strategia națională pentru prevenirea și combaterea fenomenului violenței în familie pentru perioada 2013 - 2017;
- Plan operațional pentru implementarea strategiei naționale în domeniul prevenirii și combaterii fenomenului violenței în familie pentru perioada 2013 - 2017.

## Agenția Națională pentru Egalitatea de Șanse între Femei și Bărbați în presă
- ANES salută inițiativa Ambasadei Franței prin Excelența Sa doamna ambasador Michele Ramis privind campania ambasadorii portocalii orangez le monde Arhivat în 10 februarie 2018, la Wayback Machine.
- Vizita de lucru - Proiectul "Sprijin pentru implementarea Convenției de la Istanbul", Oslo 29-31 august 2017 Arhivat în 10 februarie 2018, la Wayback Machine.
- Propunere ANES de realizare a unei campanii de informare privind violența domestică, pentru comunitatea de români din Spania Arhivat în 10 februarie 2018, la Wayback Machine.
- Seminarul Internațional cu tema „Voir, nommer, éliminer les violences contre les femmes” Arhivat în 10 februarie 2018, la Wayback Machine.
- Vizita de lucru a delegației EIGE Arhivat în 31 octombrie 2017, la Wayback Machine.